# Mürren

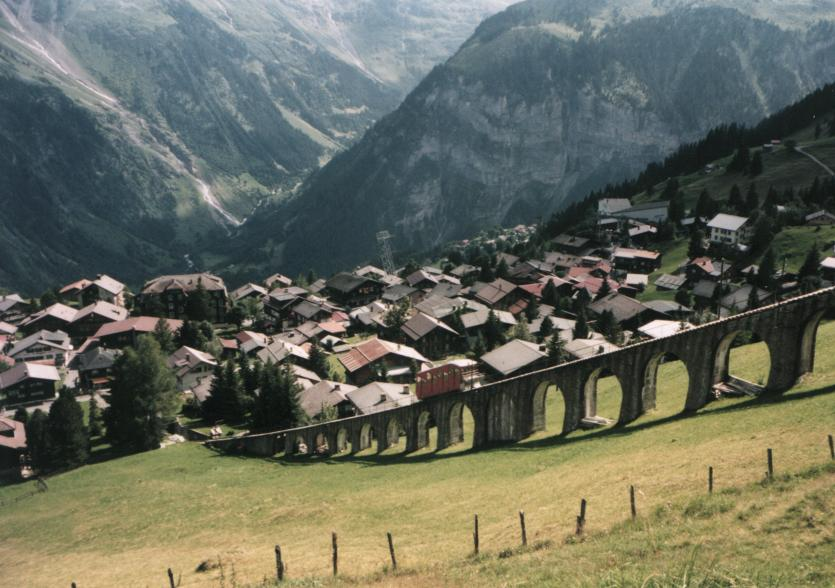
Mürren

Mürren is een traditioneel Walser bergdorp in het Berner Oberland in Zwitserland, en behoort tot de gemeente Lauterbrunnen. Het dorp is autovrij en ligt op 1650 m hoogte. Het dorp heeft een goed uitzicht op de Eiger, de Mönch en de Jungfrau. In de zomer kan men vanuit het dorp vele wandelingen in de omliggende bergen maken. In de winter is het dorp een geschikte uitgangspositie voor het beoefenen van verschillende wintersporten. Delen van de film On Her Majesty's Secret Service werden opgenomen rond de berg de Schilthorn en het draaiende restaurant Piz Gloria. De Schilthorn is tevens het eindpunt van de Jungfrau marathon en het startpunt van de jaarlijkse Inferno rennen die 2178 meter lager in het dal van Lauterbrunnen eindigt.
Vanaf Lauterbrunnen kun je Mürren bereiken met een gondel naar Grütschalp. Vandaar rijdt er een treintje naar het dorp. Vanaf Stechelberg is Mürren bereikbaar met een gondel.
Het dorp was in 2015 het decor voor de kerstspecial van het RTL televisieprogramma All You Need Is Love wat bekeken is door 3 miljoen kijkers.

## Sport
In Mürren werd in 1931 de eerste editie van de Wereldkampioenschappen alpineskiën georganiseerd. Ook in 1935 vond het evenement in dit dorp plaats.
- Bibliothèque nationale de France: cb16051140s (data)
- Gemeinsame Normdatei: 4576070-6
- Historisch woordenboek van Zwitserland: 008345
- Library of Congress Control Number: n86092203
- Nationale Bibliotheek van Israël: 987007562439705171
- Virtual International Authority File: 146665464